# 科萊區
科萊區是非洲中部國家烏干達的111個區之一，由北部區負責管轄，首府是科萊，距離首都坎帕拉約290公里和利拉約28公里，2002年人口估計為165,900。

## 外部連結
- Kole District Internet Portal

02°24′N 32°48′E / 2.400°N 32.800°E